# Guichenotia astropletha
Guichenotia astropletha är en malvaväxtart som beskrevs av C.F.Wilkins. Guichenotia astropletha ingår i släktet Guichenotia och familjen malvaväxter. Inga underarter finns listade i Catalogue of Life.